# Hypoponera ceylonensis
Hypoponera ceylonensis es una especie de hormiga del género Hypoponera, subfamilia Ponerinae. 

## Distribución
Esta especie se encuentra en Sri Lanka y China.